# Gilbert Taylor
Pour les articles homonymes, voir Taylor.
Gilbert Taylor (parfois crédité Gil Taylor ; membre de la BSC), né le 12 avril 1914 à Bushey (Hertfordshire) et mort le 23 août 2013 à Newport (Île de Wight), est un directeur de la photographie anglais.

## Biographie
Au cinéma, de 1930 à 1948, Gilbert Taylor est premier assistant opérateur puis cadreur. Il devient chef opérateur sur un premier film en 1945 (comme associé), avant d'officier régulièrement à partir de 1948 à ce poste, où il contribue à une soixantaine de films (majoritairement britanniques, plus quelques films américains ou coproductions), le dernier sorti en 1994.
Il collabore notamment avec les réalisateurs John et Roy Boulting (ex. : Marin du roi, coproduction de 1953, avec Jeffrey Hunter, Michael Rennie et Wendy Hiller), Alfred Hitchcock (Frenzy en 1972, avec Jon Finch et Barry Foster), Stanley Kubrick (ex. : Docteur Folamour en 1964, avec Peter Sellers, George C. Scott et Sterling Hayden), ou encore Roman Polanski (ex. : Répulsion en 1966, avec Catherine Deneuve et Ian Hendry). Un de ses films américains les plus connus est l'épisode IV (le premier sorti, en 1977, alors titré en français La Guerre des étoiles) de la saga Star Wars de George Lucas.
À la télévision, entre 1966 et 1978, Gilbert Taylor est directeur de la photographie sur quatre séries (dont Chapeau melon et bottes de cuir, première série) et deux téléfilms. De plus, unique expérience à ce titre, il est le réalisateur d'un épisode (diffusé en 1969) de la série Département S.
Deux des films auxquels il participe aux côtés de Roman Polanski, Répulsion pré-cité et Cul-de-sac (1966, avec Françoise Dorléac et Donald Pleasence), lui permettent chacun d'obtenir une nomination au British Academy Film Award de la meilleure photographie (voir la rubrique "Nominations" ci-dessous).

## Filmographie partielle

### Au cinéma
Les films mentionnés sont britanniques, sauf mention contraire ou complémentaire.
Comme premier assistant opérateur
- 1930 : Rookery Nook de Tom Walls
- 1931 : Many Waters de Milton Rosmer
- 1934 : La Favorite du roi (Nell Gwyn) d'Herbert Wilcox
- 1935 : Tu m'appartiens (Escape Me Never) de Paul Czinner

Comme cadreur
- 1946 : School for Secrets de Peter Ustinov
- 1947 : Fame is the Spur de Roy Boulting
- 1947 : Le Gang des tueurs (Brighton Rock) de John Boulting

Comme directeur de la photographie
- 1945 : La Grande Aventure (Journey Together) de John Boulting
- 1948 : The Guinea Pig de Roy Boulting
- 1950 : Ultimatum (Seven Days to Noon) de John et Roy Boulting
- 1951 : L'enquête est close (Circle of Danger) de Jacques Tourneur
- 1952 : Commando sur Saint-Nazaire (Gift Horse) de Compton Bennett (photographe de seconde équipe)
- 1953 : Marin du roi (Sailor of the King) de Roy Boulting (film américano-britannique)
- 1954 : Filles sans joie (The Weak and the Wicked) de J. Lee Thompson
- 1954 : Révolte dans la vallée (Trouble in the Gun) d'Herbert Wilcox
- 1954 : L'Île du danger (Seagulls over Sorrento) de John et Roy Boulting
- 1955 : L'Abominable Invité (As Long as they're Happy) de J. Lee Thompson
- 1955 : Les Briseurs de barrages (The Dam Busters) de Michael Anderson (photographe des effets visuels)
- 1956 : Peine capitale (Yield to the Night) de J. Lee Thompson
- 1957 : La Femme en robe de chambre (Woman in a Dressing Gown) de J. Lee Thompson
- 1958 : Le Désert de la peur (Ice-Cold Alex) de J. Lee Thompson
- 1961 : Petticoat Pirates de David MacDonald
- 1961 : The Rebel de Robert Day
- 1964 : Quatre Garçons dans le vent (A Hard Day's Night) de Richard Lester
- 1964 : Docteur Folamour ou Docteur Folamour ou : Comment j'ai appris à ne plus m'en faire et à aimer la bombe (Dr Strangelove ou Dr Strangelove or : How I Learned to Stop Worrying and Love the Bomb) de Stanley Kubrick (film américano-britannique)
- 1965 : Aux postes de combat (The Bedford Incident) de James B. Harris (film américano-britannique)
- 1966 : Répulsion (Repulsion) de Roman Polanski
- 1966 : Cul-de-sac de Roman Polanski
- 1968 : Le Travail et la Pilule de Peter Hall
- 1969 : Avant que vienne l'hiver (Before Winter comes) de J. Lee Thompson
- 1969 : A Nice Girl Like Me de Desmond Davis
- 1971 : Macbeth (The Tragedy of Macbeth) de Roman Polanski
- 1972 : Frenzy d'Alfred Hitchcock
- 1974 : En voiture, Simone (Soft Beds, Hard Battles) de Roy Boulting
- 1976 : La Malédiction (The Omen) de Richard Donner (film américano-britannique)
- 1977 : Star Wars, épisode IV : Un nouvel espoir (Star Wars, Episode IV : A  New Hope) de George Lucas (film américain)
- 1978 : Damien : La Malédiction 2 (Damien : Omen II) de Don Taylor (film américain ; photographe de seconde équipe)
- 1979 : Rencontres avec des hommes remarquables (Meetings with Remarkable Men) de Peter Brook
- 1979 : Bons Baisers d'Athènes (Escape to Athena) de George Cosmatos
- 1979 : Dracula de John Badham (film américano-britannique)
- 1980 : Flash Gordon de Mike Hodges (film américano-britannique)
- 1981 : Opération Green Ice d'Ernest Day
- 1983 : American Teenagers (Losin' it) de Curtis Hanson (film américano-canadien)
- 1984 : Rock Aliens (Voyage of the Rock Aliens) de James Fargo (film américain)
- 1984 : Signé : Lassiter (Lassiter) de Roger Young (film américain)
- 1987 : Faux Témoin (The Bedroom Window) de Curtis Hanson (film américain)

### À la télévision
Comme directeur de la photographie, sauf mention contraire
- 1966-1967 : Alias le Baron (The Baron), Saison unique, épisode 6 Masquerade (1966), épisode 7 The Killing (1966), épisode 12 The Maze (1966), épisode 15 Storm Warning (1967) de Gordon Flemyng, épisode 16 The Island (1967) de Gordon Flemyng, épisode 17 Time to kill (1967), et épisode 19 You can't win them All (1967) de Don Chaffey
- 1966-1969 : Première série Chapeau melon et bottes de cuir (The Avengers) :
  - Saison 4, épisode 24 L'Économe et le sens de l'histoire (A Sense of History, 1966)
  - Saison 5, épisode 25 Ne m'oubliez pas (The Forget-Me-Knot, 1968) de James Hill
  - Saison 6, épisode 4 Double Personnalité (Split !, 1968) de Roy Ward Baker, épisode 10 Clowneries (Look — (Stop me if you've heard this One) — but there were these two Fellers..., 1968) de James Hill, épisode 15 L'Invasion des Terriens (Invasion of the Earthmen, 1969) de Don Sharp, épisode 18 Trop d'indices (The Curious Case of the Countless Clues, 1969) de Don Sharp, épisode 25 Homicide et vieilles dentelles (Homicide and Old Lace, 1969) de John Hough, et épisode 31 Les Évadés du monastère (Get-a-Way, 1969) de Don Sharp
- 1969 : Département S (Department S), Saison unique, épisode 16 L'Homme de nulle part (The Man from X) (réalisateur)
- 1978 : Breaking Up (en), téléfilm américain de Delbert Mann

## Nominations
- British Academy Film Award de la meilleure photographie (nominations uniquement) :
  - En 1966, catégorie noir et blanc, pour Répulsion ;
  - Et en 1967, catégorie noir et blanc, pour Cul-de-sac.